# Eriocaulon crassiusculum
Eriocaulon crassiusculum là một loài thực vật có hoa trong họ Cỏ dùi trống. Loài này được Lye mô tả khoa học đầu tiên năm 1996.